# Baldorzhiin Möngönchimeg
Baldorzhiin Möngönchimeg –en mongol, Балдоржийн Мөнгөнчимэг–  (11 de junio de 1994) es una deportista mongola que compite en judo. Ganó una medalla de bronce en el Campeonato Mundial de Judo de 2017, y una medalla de plata en el Campeonato Asiático de Judo de 2017.

## Palmarés internacional
| Campeonato Mundial  | Campeonato Mundial | Campeonato Mundial | Campeonato Mundial |
| Año                 | Lugar              | Medalla            | Categoría          |
| ------------------- | ------------------ | ------------------ | ------------------ |
| 2017                | Budapest (Hungría) | Medalla de bronce  | –63 kg             |
| Campeonato Asiático |                    |                    |                    |
| Año                 | Lugar              | Medalla            | Categoría          |
| 2017                | Hong Kong (China)  | Medalla de plata   | –63 kg             |